# جون إدواردز كونواي
جون إدواردز كونواي (بالإنجليزية: John Edwards Conway)‏ هو قاضي وضابط ومحامي وسياسي أمريكي، ولد في 1 سبتمبر 1934 في جوبلن في الولايات المتحدة، وتوفي في 1 يونيو 2014 في ألباكركي في الولايات المتحدة. حزبياً، نشط في الحزب الجمهوري. وقد انتخب عضو مجلس ولاية نيومكسيكو.